# Samuel J. Record
Samuel James Record (10 mars 1881 — 3 février 1945) est un botaniste et universitaire américain spécialiste de l'étude du bois. Il est professeur au département de foresterie et d'études environnementale de l'université Yale.

## Biographie
Né à Crawfordsville, Indiana, Record est diplômé de Wabash College en 1903 et obtient un master en foresterie à l'université Yale en 1905. Il travaille pour le service des forêts des États-Unis, puis obtient un poste au département de foresterie de l'université Yale (en) en 1910. Il est promu professeur en 1917 et est nommé doyen de la faculté en 1939.
Grâce à ses séjours d'études en Amérique, notamment au Belize, au Guatemala, au Honduras, en Colombie et aux États-Unis, et ses correspondances avec d'autres chercheurs, il collecte environ 41 000 exemplaires de bois identifiés. Initialement située à Yale, la collection de Samuel J. Record – dont le sigle est « SJRw » dans l'Index xylariorum –  est conservée depuis 1969 au laboratoire des produits forestiers à Madison.
Samuel Record a fondé la Société internationale des anatomistes du bois, et le magazine Tropical Woods en 1925.